# Discestra picta
Discestra picta là một loài bướm đêm trong họ Noctuidae.